# Meråker Station
Meråker Station (Meråker stasjon) er en jernbanestation på Meråkerbanen, der ligger i Meråker kommune i Norge. Stationen består af et spor, en perron med et læskur og en tidligere stationsbygning samt pakhus, der begge er opført i rødmalet træ.
Stationen åbnede da Meråkerbanen mellem Trondheim og Storlien i Sverige blev taget i brug 17. oktober 1881. Oprindeligt hed den Meraker, men den skiftede navn til Meråker 1. juni 1919. Den blev nedgraderet til trinbræt 2. januar 1987.
Stationsbygningen blev opført i 1882 efter tegninger af Peter Andreas Blix.